# Days of the New
Days of the New – amerykański zespół wykonujący rocka alternatywnego. Pochodzi z Charlestown w stanie Indiana. Jedynym stałym członkiem zespołu jest Travis Meeks, reszta to muzycy sesyjni i koncertowi, którzy zazwyczaj nie zagrzewają długo miejsca w kapeli. Ich muzyka nosi w sobie elementy grunge’u, folku, ale także mroczniejszych klimatów. Ponure, mroczne i tajemnicze są również teksty Meeksa.

## Historia

### Początki
Zespół powstał w 1995 roku, kiedy Travis wyszedł z poprawczaka. Miał pomysły na piosenki, ale nie miał pieniędzy. Według legendy właśnie brak funduszy przyczynił się do grania akustycznej muzyki, są to jednak tylko plotki. 
Przed przygodą Meeksa z zakładem poprawczym, grał wraz z Mattem Taulem i Jessem Vestem w metalowym trio Dead Reckoning. Po zmianie brzmienia zmienili także nazwę.

### "Yellow"
W listopadzie 1996 roku zespół wszedł do studia aby nagrać debiutancki album. Nazwany został Days of the New. Ze względu na to, że dwie następne płyty nazywają się tak samo zwykle nazywa się go "Yellow" (żółty) lub "Orange" (pomarańczowy). Album wydany został na początku 1997 roku. Sprzedano 1,5 mln kopii. Trzy spośród piosenek stały się w USA hitami: "Touch, Peel and Stand", "The Down Town" oraz "Shelf in the Room". Po wydaniu płyty zespół pojechał w trasę koncertową z Metallicą. Brzmienie albumu porównywane było do "akustycznej wersji Alice in Chains" (głównie ze względu na podobne głosy i sposób śpiewania wokalistów).
Wkrótce po trasie koncertowej zespół rozpadł się w wyniku nieporozumień między muzykami. Prawa do nazwy przejął Travis Meeks i zaczął działać z nowymi muzykami.

### "Green"
Wkrótce prace zaowocowały nowym albumem, również zatytułowanym Days of the New. Od koloru okładki nazywany jest "Green" czyli "zielony". Tym razem Travis wzbogacił brzmienie o orkiestrę i chóry. Mimo to zespół nie traci mrocznego, grunge'owego klimatu. Album został bardzo dobrze przyjęty przez krytyków, ale rozszedł się "jedynie" w liczbie 450 000 kopii. Spośród piosenek na albumie największy sukces odniósł singiel "Enemy".

### "Red"
Nagrany w lutym 2000, a wydany w 2001 roku album Days of the New, zwany "Red" (czerwony) zawierał więcej mocy i energii. Był także dużo mroczniejszy niż dwie poprzednie płyty. Przede wszystkim zdecydowano się użyć elektrycznych gitar, nie żałując przy tym przesterów. W piosenkach Travisa z tego okresu widać wyraźnie ślady uzależnienia od metamfetaminy. Album nie odniósł wielkiego sukcesu. Sprzedano tylko 90 000 płyt. 

## Członkowie zespołu
- Travis Meeks - wokal, gitara (1995-)
- Ray Rizzo - Perkusja, perkusjonalia (1999-)
- Brian Vinson - gitara basowa (1999-2000, 2008-)
- Malcom Gold - gitara basowa (2007-)
- Chase Dabney - gitara basowa (2009-)
- Paul Culligan - Perkusja, perkusjonalia (2007-)
- Rob Edwards - Perkusja, perkusjonalia (2009-)

## Byli członkowie zespołu
- Rachael Beaver - wiolonczela, chórki (2008)
- Chuck Mingis - gitara (2001-2003)
- Michael Huettig - gitara basowa (2000-2002)
- Nicole Scherzinger - chórki (1999-2000)
- Doug Florio - gitara (1999-2001)
- Kimmet Cantwell - instrumenty klawiszowe (1999-2001)
- Craig Wagner - gitara (1999-2000)
- Todd Whitener - gitara (1996-1999)
- Jesse Vest - gitara basowa (1995-1999)
- Matt Taul - perkusja (1995-1999)
- Mike Starr - gitara basowa (2011)
- Karen Rombat- flet poprzeczny

## Dyskografia

### Albumy studyjne
- 1997 - Days of the New ("yellow", "orange")
- 1999 - Days of the New ("green")
- 2001 - Days of the New ("red")
- 2009 - Days of the New Presents Tree Colors ("purple")
- 2021 - Illusion is now

### Albumy koncertowe i kompilacje
- 2004 - Days of the New: Live Bootleg
- 2008 - Days of the New: The Definitive Collection

### Single
- 1997 - Touch, peel and stand
- 1998 - Shelf in the room
- 1998 - The Down Town
- 1999 - Enemy
- 2000 - Weapon & the Wound
- 2001 - Hang on to this
- 2002 - Die born
- 2004 - Words